# Кроншпицы Галерной гавани

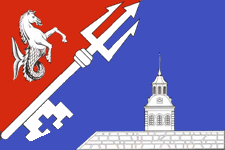
На флаге внутригородского муниципального образования Гавань

Кроншпицы Галерной гавани (сторожевые здания) — памятники архитектуры. Расположены в Санкт-Петербурге, современный адрес — Шкиперский проток, 14 литера АК, 12А литера Б.
Единственные из всех сооружений Галерной гавани, сохранившиеся с XVIII века и до сих пор. Сторожевые здания были поставлены на концах молов около 1722 года, оформляя вход в гавань. Изначально они были выполнены по проекту Д. Трезини из дерева (из обшитых брёвнами досок), в 1754 году были перестроены в камне М. А. Башмаковым, сохранив характерные для начала века черты внешнего вида.
Перед крошпицами стояли пушки, сначала в целях обороны, затем эти пушки использовались для подачи сигнала о наводнениях. Когда с залива шла высокая волна, на башне поднимался флаг, который был виден из города.
Здания одноэтажные, квадратные в плане. У них слегка изогнутые высокие кровли, завершённые фонариками с флагштоками. Фасады оформлены по углам плоскими рустованными лопатками. В XIX веке неоднократно реставрировались и переделывались изнутри.
В 1952 году повреждённые в блокаду здания были восстановлены.
До 2006 года в восточном кроншпице находилась спасательная станция, позднее в нём был создан музей истории МЧС, включающий смотровую площадку. Западный крошпиц стоит на территории завода радиоэлектроники «Прибой», в 2015 году был создан проект по переобустройству его под жилые апартаменты.